# Характеристика областей голоморфности
Характери́стика областе́й голомо́рфности (англ. characterization of domains of holomorphy) - условия, характеризующие области голоморфности в комплексном пространстве.
Содержание этой статьи составляет изучение следующей теоремы.
Теорема. Следующие пять условий эквивалентны:
(I) {\displaystyle D} — область голоморфности;
(II) {\displaystyle D} голоморфно выпукла;
(III) {\displaystyle D} в любой граничной точке голоморфно не расширяема;
(IV) {\displaystyle D} выпукла в смысле Леви;
(V) {\displaystyle D} псевдовыпукла.

## Область голоморфности

Область голоморфности — комплексная область U такая, что для любого участка её границы в ней найдётся голоморфная функция, непродолжаемая через него

Это стандартное определение области голоморфности.
Область голоморфности (англ. domain of holomorphy, от др.-греч. ὅλος — весь и др.-греч. μορφή — форма, образ) — понятие комплексного анализа, раздела математики, область комплексного пространства такая, что существует функция, голоморфная в этой области, но не голоморфно продолжаемая в какую-нибудь бо́льшую область (точнее, не продолжаемая за пределы области).
Другими словами, область голоморфности — область комплексного пространства такая, что нет никакого участка её границы, через который можно было бы голоморфно продолжить любую функцию, голоморфную в этой области, другими словами, для любого участка границы области в ней найдётся голоморфная функция, которую нельзя продолжить через этот участок.
Синоним: область регулярности.
Область голоморфности функции — область комплексного пространства такая, что функция в ней голоморфна, но не голоморфна в какой-нибудь бо́льшей области, то есть голоморфно не продолжается за пределы области. Область голоморфности — область голоморфности какой-нибудь функции, то есть максимальная область существования какой-нибудь функции {\displaystyle f(z)}.
Синонимы: область существования функции; естественная область определения функции; область регулярности функции.
На комплексной плоскости любая область голоморфна: всегда имеется некоторая функция, которая голоморфна в этой области и не продолжается аналитически за её границу.
Но в комплексном пространстве {\displaystyle \mathbb {C} ^{n}}, {\displaystyle n\geqslant 2}, ситуация совсем другая. Например, голоморфные функции в {\displaystyle \mathbb {C} ^{n}} не могут иметь изолированных особенностей: особенности «распространяются» определенным образом. В {\displaystyle \mathbb {C} ^{n}}, {\displaystyle n\geqslant 2}, не каждая область голоморфна, то есть имеются области, из которых любая голоморфная в ней функция всегда продолжается в более обширную область. Например, не логарифмически выпуклая область Рейнхарта. Также не голоморфна область с полостью, то есть вид разности множеств
{\displaystyle D\setminus K\subset \mathbb {C} ^{n}},
где {\displaystyle \mathbb {C} ^{n}\supset D\supset K} — компактное множество.
Неправильно считать, что область голоморфности в комплексном пространстве есть просто область того же пространства, равная своему голоморфному расширению, поскольку голоморфное продолжение функции из исходной области может привести к многолистной области.
Открытое множество голоморфности — открытое множество (может быть, многосвязное) комплексного пространства, все связные компоненты которого суть области голоморфности